# Lisa Holm

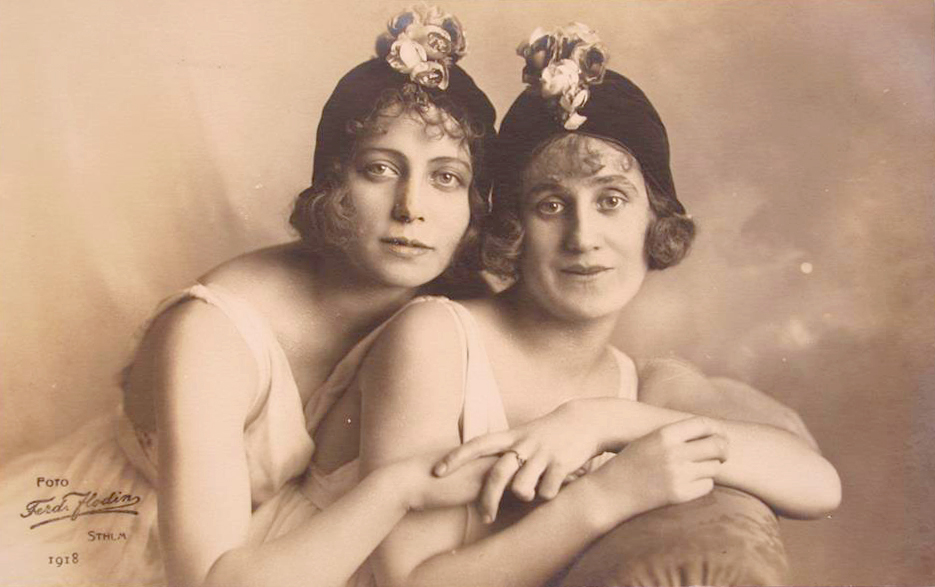
Lisa Holm y Tora Carlsson en 1918

Lisa Holm (3 de octubre de 1888 – 8 de octubre de 1976) fue una actriz, bailarina y cantante de nacionalidad sueca. 

## Biografía
Su nombre completo era Anna Elisabet Holm, y nació en Estocolmo, Suecia. Como actriz teatral trabajó en el Teatro Oscar, entre otros. 
En 1915 se casó con el actor y director artístico Vilhelm Bryde, y fue madre del arquitecto Lars Bryde.
Lisa Holm falleció en 1976 en Estocolmo.

## Filmografía
- 1910 : Two-step
- 1911 : Pas de deux och Brahms Ungerska danser
- 1912 : Kolingens galoscher
- 1912 : Två svenska emigranters äfventyr i Amerika
- 1912 : Samhällets dom
- 1915 : Är dansen på förfall?
- 1919 : Synnöve Solbakken